# Пётр II Александрийский
Пётр II (греч. Πέτρος Β΄) — Александрийский патриарх (373 — 374 и 379 — 380 гг.). Был учеником Афанасия Великого. Перед смертью Афанасий назначил Петра своим преемником. Его выбор был одобрен епископатом, клиром и народом. Был ревностным противником арианства.
Начало правления Петра II пришлось на возобновление императором Валентом II и префектом Татианом гонений на православных. Префект Египта язычник Элий Палладий во время Патриаршей службы ворвался с толпой в храм Святой Феоны и учинил погром. Петр вынужден был покинуть Египет. Ариане, воспользовавшись отсутствием Петра, при помощи Палладия возвели на кафедру Лукия.
Пётр нашел убежище в Риме, где Папа  Дамасий I принял его и поддерживал его в его деятельности против ариан. Патриарх Пётр II вернулся в Александрию после того, как Лукий был изгнан александрийцами, а покровитель ариан император Валент II погиб в битве под Адрианополем в 378 году.